# Martinho da Vila
Martinho José Ferreira (Duas Barras, Río de Janeiro, 12 de febrero de 1938), conocido como Martinho da Vila, es un cantante y compositor brasileño.

## Biografía
Sambista de la escuela de Vila Isabel de Río de Janeiro (pese a haber nacido en el interior del estado de Río), comenzó su carrera en el III Festival de Música de la cadena de televisión Record, en 1967, en el que concursó con la canción "Menina moça". Repetiría la experiencia en 1968 y 1969. En ese último año salió al mercado su primer álbum de larga duración: Martinho da Vila, que incluía los explosivos partidos-altos "Casa de bamba" y "O pequeno burguês" y los sambas-enredo en estilo compactado "Iaiá do cais dourado" y "Carnaval de ilusões", que alteraban el formato tradicional.
Su fama se amplió en 1974 con Canta, canta, minha gente, disco que incluía el samba "Disritmia", que fue muy pinchado por las emisoras de radio. En 1981, mirando a un público que buscaba un repertorio más romántico, grabó el disco Sentimentos, que incluye el tema "Ex amor". En 1988 la escuela de samba de Vila Isabel fue la campeona con el samba-enredo "Kizomba, festa da raça", escrita por Martinho. El mismo año lanza el disco Festa da raça con CBS y al año siguiente explota con la samba "Dancei", popularizado por la telenovela Tieta, de la cadena de televisión Globo.
Tá delícia, tá gostoso, de 1995, que incluye los éxitos "Mulheres", "Cuca maluca", "Devagar, devagarinho" y el corte que da título al álbum, fue un nuevo hito en la carrera del compositor, con más de un millón de copias vendidas. En 1997, abrió un bar en el barrio de Vila Isabel, el Botiquim do Martinho, que se convirtió pronto en un lugar de encuentro de sambistas. Al año siguiente, el lanzamiento de 3.0 turbinado ao vivo por parte de la casa discográfica Sony sirvió de recapitulación de su carrera, al incluir antiguos éxitos ("Quem é do mar não enjoa", "Vem chegando, chega mais", "Casa de bamba", "Canta, canta minha gente") y clásicos del samba ("Batuque na cozinha", de João da Baiana y "Pelo telefone", de Donga y Mauro de Almeida).
Con sus enormes ventas, Martinho rompió con el tabú que había en la escena de la música brasileña de que los sambistas necesitaban voces intermediarias para llegar a las masas.
Otros grandes éxitos de Martinho da Vila son: "Assim não é brinquedo", "Oi compadre", "Por que dinheiro", "Meu laiaraiá", "Segure tudo", "Balança povo", "Você não passa de uma mulher", "Na aba", "Sonho de um sonho", "Cresci no Morro", "Onde o Brasil aprendeu a liberdade", etc.

## Discografía
- Martinho da Vila (BMG-Brasil, 1969)
- Memorias de um sargento de milicias (BMG-Brasil, 1971)
- Batuque na cozinha (BMG-Brasil, 1972)

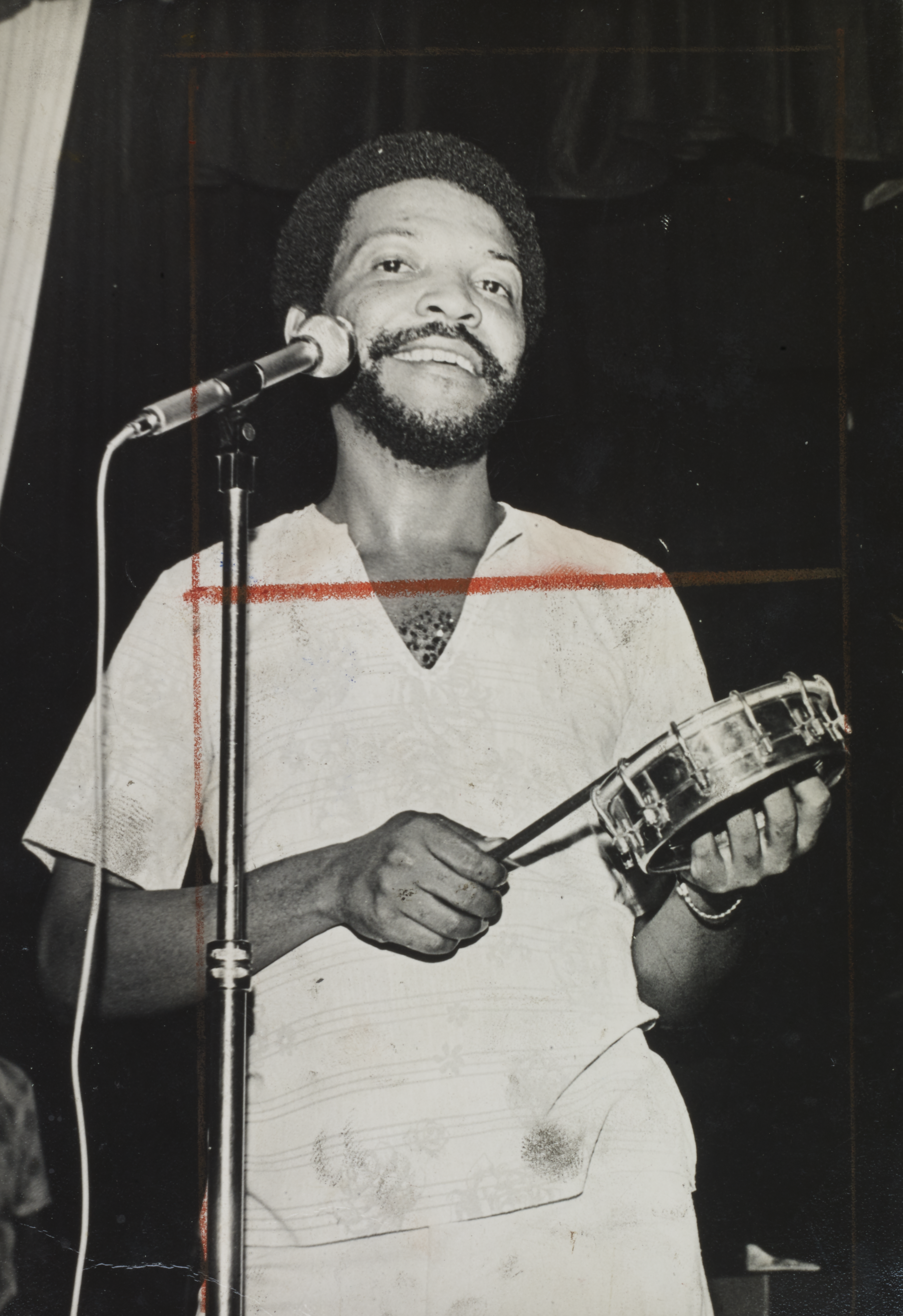
Martinho da Vila, 1973. Archivo Nacional del Brasil.

- Martinho da Vila, 1973. Archivo Nacional del Brasil.Origens (Pelo telefone) (RCA-Brasil, 1973)
- Canta, canta minha gente (RCA-Brasil, 1974)
- Maravilhas de cenario (BMG-Brasil, 1975)
- Rosa do povo (BMG-Brasil, 1976)
- Presente (BMG-Brasil, 1977)
- Tendinha (BMG-Brasil, 1978)
- Terreiro, sala e salāo (BMG-Brasil, 1979)
- Portunhol (BMG-Brasil, 1980)
- Samba enredo (BMG-Brasil, 1981)
- Sentimentos (BMG-Brasil, 1981)
- Verso e Reverso (BMG-Brasil, 1982)
- Novas Palabras (BMG-Brasil, 1983)
- Isabel (RCA-Brasil, 1984)
- Criacoes e recriacoes (BMG-Brasil, 1985)
- Batuqueiro (BMG-Brasil, 1986)
- Coraçāo malandro (BMG-Brasil, 1987)
- Festa da raça (Sony-Brasil, 1988)
- O canto das lavadeiras (Sony-Brasil, 1989)
- Vai meu samba vai (Sony-Brasil, 1991)
- No tempo da Criaçāo (Sony-Brasil, 1992)
- Ao Rio De Janeiro (Columbia, 1994)
- Ta delicia, ta gostoso (Sony-Brasil, 1996)
- Cafe com leite (Mercury, 1996)
- Coisas de Deus (Sony-Brasil, 1997)
- 3.0 turbinado (Sony, 1998)
- O pai da alegria (Columbia, 1999)
- Lusofonia (Columbia, 2000)
- Da roca e da cidade (Sony, 2001)
- Conexōes (Sony, 2004)
- Brasilatinidade (2005)
- Brasilatinidade Ao Vivo - (MZA/EMI, 2006)
- Martinho José Ferreira - Ao Vivo na Suíça - (MZA/Universal Music, 2006) (registro de conciertos en Montreux Jazz Festival, en Suiza, en las ediciones de 1988, 2000 y 2006)
- Martinho da Vila do Brasil e do Mundo (MZA / Universal Music, 2007)
- O Pequeno Burguês - ao vivo (MZA Music, 2008)
- Poeta Da Cidade - Canta Noel (2010)
- 4.5 Atual (EMI Music, 2011)
- Samba Book - Martinho da Vila (Musickeria, 2013)
- De Bem com a Vida - (Sony Music, 2016)